# Народно неимарство у Србији
Фолклорна архитектура код Срба се јавила на малом простору и има неколико типова кућа са инвентивним и духовитим решењима које имају значај у култури и архитектури српског народа. Разликујемо сеоску и градску народну архитектуру. На њен развој утицали су сви они услови који утичу на архитектуру али на специфичан начин. Развија се после долазка Словена око 9. века и траје до четрдесетих година 20. века, када се још увек јављају дела под утицајем народног неимарства.

## Значај народног неимарства
Фолклорна архитектура са специфичним начином градње заснива се на великом искуству српских сељака, самоуких народних градитеља, који су изабрали најбоља решења и прилагодили животу и раду своја станишта и то се испољавало не само у диспозицији примењиваних решења, изгледу и организацији стамбених кућа, привредних објеката, него и свих других делова и детаља које је стварао, и по правилу никада није грешио - као што се данас дешава, у помодним појавама у архитектури и урбанизму.

## Чиниоци развоја народног неимарства
- начин живота и потребе - кућа је сељаково привредно седиште, најпре се решава оно што сељаку треба за привређивање, а затим све остало.
- материјал - користи се природан материјал који се налази на лицу места и њим се изводи грађевина често од плетера или черпића у Панонији од набоја а покрива се сламом, трском, шиндром или ћерамидом. За сељака материјал није проблем и он ће направити кућу не тражећи гвоздени клин и поцинковани лим, користећи чак и од материјале као што је трска.
- клима - код нас је клима различита али то нема тако велики утицај као ова два претходна чиниоца.

## Сеоска архитектура по примењеном облику
По облику боравишта се деле на:
- Једноћелијске — куће у којима се живот дели заједно са стоком коју сељак поседује.
- Двоћелијске — куће које се касније граде су одвојиле становање од штале за стоку. Састоје се од „куће“ и „собе“ и овај облик је врло раширен у нашим крајевима.
- Вишећелиске — на вишем степену развоја се додају остава и трем, овакве куће су карактеристичне за Војводину. Поред тога сељак ради и објекте за стоку у задњем дворишту док у предњем дворишту решава боравак за младе а када остари прелази у тај простор док у кућу усељава млађа породица.

Најпримитивнији облик који сељак подиже је наслон, па се пребаце рогови и то се покрије са сламом, једноћелиска кућа, која се ради и данас на привременим стаништима. Овакав облик зграде се понекад укопа у земљу. Огњиште се налази у средини и нема димњака и дим излази преко крова.

## Сеоска народна архитектура
По неким истраживачима треба у народно неимарство сврстати те појаве људског грађевинарства које имају искључиво уметнички карактер. Карактеристична појава у народном неимарству је сеоска кућа и код разних народа су створени особени типови сеоских кућа које се разликују по изгледу, конструкцији, ситуацији, диспозицији и сл. У Србији се развило неколико регионалних типова од којих ће се поменути најзначајније.
Фотограф Станко Костић путовао је по Србији и направио неколико стотина хиљада фотографија народног неимарства. Његови радови били су приказани на изложби у У Галерији науке и технике САНУ септембра 2022.

### Брвнара
Овај тип станишта се гради у широким просторима где постоје шуме и најстарији је тип зграда у овим пределима. Може бити једноћелиска или двоћелиска а у каснијим временима се додаје остава и трем. Брвнара код нас већ представља прошлост јер данас дрва нема. Покривала се сламом, лубом или шиндром - дрвеним кровом од дашчица, која се у Србији не поставља под нагибом тако да је кров виши од зидова. У Србији су се градиле брвнаре од дрвених конструкција које су испуњене блатом. Брвнаре се јављају у широком простору и постоје динарске и алпске брвнаре.
У брвнарама је ентеријер једноставан, зидови су од талпи или полу-облица, под је од иловаче а намештај сељак сам израђује и столица је решена као дрвени троножац, спавање се решава уз огњиште које може бити отворено и затворено. Димњаци се ако их има посебно обрађују и украшавају. Од намештаја се израђују шкриње, клупице, дрвени столови - софре а позната је и столовача — столица за госта која је специјално украшена, а када се јавља трем он се такође специјално украшава.

### Чатмара
Чатмара је кућа изграђена од чатме (тур. çatma), односно плетера или набоја — конструктивног грађевинског елемента исплетеног од прућа (грања), који се премазивао мешавином иловаче и сламе. Јавља се у Србији у првим деценијама 19. века. Чатмаре, грађене као стамбене куће у почетку су биле правоугаоне основе и двоћелијске - унутрашњост се састојала од две просторије: оџаклије и собе. Касније, развојем стамбеног простора, број просторија се повећавао, а самим тим и облик чатмаре се мењао. Изванредне пропорције између тела куће и кровне масе, карактеристичне за шумадијску брвнару, остају непроменљиве кроз све епохе развоја и представљају трајну архитектонску и ликовну вредност овог типа куће.

#### Моравска кућа
У Поморављу се гради кућа као бондручара која је двоћелиска и у једној просторији је дневни боравак у којој се налази огњиште, ту се налази и софра са троношцима и она има улазна врата и врата која воде у собу за спавање у којој се налази и пећ. Развијенији облик има и три просторије и трем са луковима који је декоративно обрађен. Кров је од шиндре и понекад виши од зидова.

#### Шумадијска кућа
У Шумадији се гради двоћелијска кућа са сличном диспозицијом, ентеријером и намештајем као и у Поморављу, и гради се као бондручара, на падини и има и задња врата која су омогућавала домаћину да напусти кућу преко задњег излаза у случају опасности. Ова врста зграде је и бондручара осаћанка.

### Војвођанска кућа
Куће се постављају плански. Села су парцелисана по ортогоналном систему и земљиште је парцелисано управно на улицу. У Панонији се гради кућа од блата — набоја у тзв. ушореним насељима збијеног типа за разлику од насеље разбијеног типа која се налазе у брдским пределима. Војвођанска кућа има предњу собу, задњу собу и кухињу, са јужне стране се налази велики трем — гонг који се до улице завршава девојачком собом у свом развијеном облику. Огњиште се налази у средњем делу и типа је отвореног огњишта са димњаком који се налази изнад њега и он се украшава. У собама се налазе сељачке пећи које се ложе из кухиње. Кућа се покрива трском а касније и бибер црепом. Прозори се налазе на југу и западу. Овај тип куће се задржао до данашњих дана и иста се диспозиција користи и у доба барока и сецесије. У доба барока и сецесије се на својеврсне начине украшава прочеље зграде.

### Шиптарска кућа
Шиптарска кућа се развила у несигурним временима. На Косову и Метохији развио се спратни тип куће, у приземљу је једна просторија у којој је степениште и стока, спрат служи за дневни боравак, собе кухиња и остава или клозет на конзолама, чардак служи за становање. Кућа је опасана великим зидом јер Албанци прво граде зид у који утроше много материјала па онда тек кућу.

## Градска кућа-градска народна архитектура
Куће по градовима градске народне архитектуре се првобитно нису разликовале од кућа на селима јер су се становници града поред занатске делатности бавили и пољопривредом, али оне се брже мењају и попримају утицаје других култура, прилагођујући се потребама обрта, трговине и мањем простору за градњу у граду. По својој диспозицији скоро симетрична, градска кућа је развијеног облика улази се у простор за комуникацију (унакрсно постављени ходници са малим степеништем до просторија у централном делу крста и улазом у собе) у коме се налази и степениште за спрат зграде, преко „ајата“, која оставља простор за четири просторије у угловима у којим се налазе пећи са лончићима, таваница је од дрвета украшена розетом а прозори на собама су пространи. По нашим крајевима се могу наћи куће источњачког изгледа. Ове куће су мање проучене. Такође су пре потпале под лош утицај помодних кретања у грађевинарству.

## Села и куће у околини Београда
Становници у околини Београда градили су куће онакове какве су имали у крајевима одакле су се доселили. Села у околини Београда су и збијеног и разбијеног типа. Јављају се и засеоци и тамо постоји дуализам села- града. Куће се граде као бусаре и лубњаче, прве су покривене бусењем а друге лубом од липе а конструкција је од брвана. Лубњача има и до девет катова (редова луба). Ту се може разликовати Моравска, Пречанска и Шумадијска кућа. Између села у околини Београда често су избијале „кавге“ и „терања“. За нека стара села су забележени митови у постојању у прошлости.

## Цркве брвнаре народних неимара
Цркве брвнаре су грађене у селима у средњем веку, и највероватније су их донели Словени са собом, посебно за време Турака када је то био једини могући начин градње. То су једноставни облици по својој диспозицији али са свим карактеристикама црквеног објекта, апсиду је пратила дрвена конструкција од талпи а испод кровне конструкције се изводио лажан свод. Оне су настајале на скровитим местима и ако би их непријатељ открио могле су да се брзо преместе на друго место. Њих су изводили народни неимари, они исти који су подизали станишта од брвана и талпи у бондруку. Ове мале цркве се нису сачувале из разлога ограниченог трајања дрвеног материјала од кога су грађене.
Народна архитектура је у разним крајевима имала своје специфичне изразе на које су утицали историјски, привредни и културни фактори а свој развој је окончала пре неколико деценија. Њена вредност је неоспорна и представља културну баштину српског народа. Савремена архитектура и урбанизам и данас црпе из богате ризнице народних неимара и користе се њиховом инвентивношћу и сварају дела инспирисана народном архитектуром, чувени архитекта Ле Корбизије који је пропутовао и Србију на свом путу за исток запазио је вредности српског неимарства и српске сеоске архитектуре.